# Gábori György
Gábori György, angol nyelvterületen George Gabori, született Grosz (Putnok, 1924. december 25. – Toronto, 1997 decembere) magyar közíró, szociáldemokrata politikus. 1940-ben belépett az MSZDP-be, Justus Pál tanítványa lett, később behívták munkaszolgálatra, ahonnan megszökött. Részt vett az ellenállási mozgalomban, ám a nyilas hatalomátvétel után letartóztatták, és a Gestapo börtöneibe került. 1944 decemberében a dachaui koncentrációs táborba deportálták, majd átkerült a türkheimi koncentrációs táborba, ahol felszabadította az amerikai hadsereg, majd Pozsony érintésével visszatért Budapestre. Ismét a szociáldemokrata mozgalomban dolgozott, mint a párt ifjúsági mozgalmának nagybudapesti titkára. 1950-ben letartóztatta az ÁVH, az Andrássy út 60-ba került, ahonnan több hónap után Kistarcsára internálták. Ezután a recski kényszermunkatáborba vitték, ahonnan 1953 szeptemberében szabadult. Dudás József tanácsadójaként részt vett az 1956-os forradalomban, amelynek leverése után Kanadába emigrált, és egy taxivállalatot vezetett. 1997 decemberében halt meg Torontóban.

## Élete

### Putnoktól Budapestig
Felmenői a zsidóüldözések elől a 19. században vándoroltak be Magyarországra, gyorsan asszimilálódtak. Dédszülei telepedtek meg Gábori szülővárosában, Putnokon, dédapja borkereskedő volt, és harcolt az 1848–49-es forradalom és szabadságharcban, ám korán meghalt. A Grosz család egy jól prosperáló üzletet örökölt.
Gábori 1924-ben született, édesanyja Róth Gizella, édesapja Grosz Sándor; egy testvére volt, Endre. Kilencéves volt, amikor apja kivette a helyi chederből és beíratta az elemibe. Az első napok egyikén összeverekedett egy Tivadar nevű iskolatársával, hamarosan azonban összebarátkoztak, és „Sárga Veszedelem” néven közös bandát hoztak létre, amelyben Gábori a bandavezér, Tivadar a bandavezér-helyettes volt. A korabeli zsidótörvények csak nyolc tanév végigjárását tettek lehetővé egy zsidó származású embernek, és a család borkereskedését is be kellett zárni az új rendszabályok miatt, így szakmát volt kényszerű tanulni. A család elhatározta, hogy Lina nénikéjéhez küldi a fővárosba.
1940 novemberének végén költözött Budapestre, és egy bőrüzemben kezdett dolgozni, ahol – mivel szervezett üzembe került – a dolgozók szociáldemokrata szakszervezeti tagok voltak. Ekkoriban a Magyar Nemzet és a Népszava olvasója volt, és hamarosan a Szociáldemokrata Párt tagja lett. „Valószínűleg Somogyi halálának története és Kovarcz pályafutásának undorító tényei befolyásoltak, amikor nem sokkal tizenhetedik születésnapom után úgy döntöttem, hogy a szociáldemokraták közé állok”. A Conti utcai pártközpontban két évvel idősebbnek hazudta magát, és megkapta a párttagságot, nemsokára pedig a Sas utcai szakszervezeti központba ment, belépett a bőrdíszműves és szűcs szakszervezetbe, s egy tanulócsoport tagja lett, ahol megismerkedett Egri Györggyel. A következő év tavaszán társaival részt vett háborúellenes plakátok felragasztásában. „Egy márciusi délutánon öten a szakszervezetiek közül egy köteg plakáttal elindultunk a munkáslakta Újpest felé. […] elkezdtünk plakátokat ragasztani az egyik bérház falaira […].” Hamarosan az egyik őr jelzett, hogy veszély közeledik, ám mindezt túl későn tette, így egy tucat nyilaskeresztessel találták szembe magukat. „[…] nekünk estek, miközben azt kiáltozták, hogy „Büdös zsidók!” és „Tetves kommunisták!”.”
Ekkoriban ideológiailag is képezte magát, és mivel németül nem tudott, csak szótár segítségével sikerült Trockij Mein Leben című önéletírását elolvasnia, s mire végzett, már trockistaként definiálta magát. Gancz Sándor szakszervezeti vezető jóvoltából a „magyar Trockij”, Justus Pál tanulócsoportjába került. Munkáját elhanyagolta, inkább Justus előadásaira járt, azonban nagynénjének számított az a pénz, amit keresett, így egy idő után írt a családnak Putnokra. Mikor karácsonyra hazament családjához, kijelentette: a politikától – anyja kérésének ellenére – nem marad távol, és beszámolt a lengyelországi eseményekről is, majd többórai vita után a családtagok áldásukat adták arra, hogy visszamenjen a fővárosba. Mivel Justus elképzelése szerint a vidéki zsidóságot deportálják először, megpróbálta édesanyját is rávenni arra, hogy Budapestre utazzon, ám ő „mosolygott, azt mondta, nem lesz deportáció”. A putnoki zsidóságot 1944. június 14-én deportálták Auschwitz-Birkenauba.

### Az első letartóztatástól a munkaszolgálatig
1942 elején a németek moszkvai veresége nyomán a tengelyhatalmak győzelmébe vetett hit megingott, így a szociáldemokratákat arra kérte az MSZDP pártvezetése, hogy vegyenek részt a március 15-i tiltakozáson. A Petőfi téren azonban a kommunisták jelszavak skandálásával kívántak zavart kelteni, és hamarosan megjelent a rendőrség is: kardlapoltak, erőszakoskodtak. Gáborit is letartóztatták, majd a rendőrkapitányságra vitték, és másnap kihallgatták: „A gyomrom görcsbe rándult a félelemtől miközben végigvezettek egy fertőtlenítőszerek szagától bűzös folyosón, majd betuszkoltak egy kicsiny, rosszul megvilágított szobába. Éppen körül akartam volna nézni, amikor egy kéz iszonyú erővel szájon vágott. A földre zuhantam. Szédülve a pofontól, próbáltam feltápászkodni, eközben belebotlottam a detektívbe, aki idekísért. Az egyik kezével megfogott, a másikkal felváltva pofozott, jobbról-balról. Mikor végre elengedett, lecsúsztam a földre. Akkor két másik ember, aki csak erre várt, gumibotokkal kezdett megdolgozni kétoldalról. […] Végül teljességgel elviselhetetlenné vált, ekkor már nem tudtam uralkodni magamon: ordítottam és megpróbáltam messzebb vonszolni magamat tőlük a padlón”. Egy tiszt megérkezése vetett véget a tortúrának. Ujjlenyomatot vettek tőle és elengedték.
Justus Pál – látva Gábori sérüléseit és megbizonyosodva hűségességéről – megkérte, vegyen részt egy kommunista előadásán, és a lekció után kérdéseivel zúzza tönkre az előadó, Markos György (1902–1976) érveit. Kérdéseiben statisztikai adatokra támaszkodva a szovjet ipar alacsony fejlettségi szintjéről, a koholt vádak alapján kezdeményezett perekről, a Gulag munkatáborokról, a népirtásokról beszélt. „Megkérdeztem Markost: mi a véleménye arról, hogy Sztálin elárulta a baloldalt a spanyol polgárháborúban, amikor kőolajat adott el a fasisztáknak és politikai komisszárjaival legyilkoltatta szövetségeseit, az anarchistákat és a szociáldemokratákat”. Az ülést berekesztették, másnap este azonban a szakszervezet fegyelmi bizottsága, Németh Hugó vezetésével kizárta a szakszervezetből. A történtekről tájékoztatta Justust, akinek jóvoltából az MSZDP énekkarának tagjává vált, és ekképp megmaradhatott pártaktivistának.
1943 őszén előzetes fegyverszüneti tárgyalások kezdődtek Szent-Györgyi Albert vezetésével Isztambulban. A német titkosszolgálat azonban tudomást szerzett minderről, és a közeledő front árnyékában 1944. március 19-én megszállták Magyarországot. A Sztójay-kormány zsidóellenes intézkedései Gáborira is vonatkoztak, így neki is kanárisárga csillagot kellett viselnie. Hamarosan megérkezett a behívója a munkaszolgálatra, s több száz sorstársával együtt bevagonírozták. A vonaton ismerkedett meg egy Gedeon Pál nevű szikár alkatú, szőke emberrel, aki saját bevallása szerint nem volt zsidó, azt csak testvére találta ki, hogy megszerezze a családi házat, mi több, egyenesen gyűlölte a zsidókat. „Nagyon nehezemre esett, hogy ne mondjam ki, amit gondolok: öröm számomra, hogy antiszemita keresztényeket deportálnak velünk együtt” – írta Gábori visszaemlékezésében. Jászberénybe kerültek, a 301/3-as munkaszolgálatos zászlóaljba. Egy nap minden munkaszolgálatost bevagoníroztak, és Budapestre szállítottak egy katonai raktártelepre, ahol napi 12 órát dolgoztatták az embereket. Aki nem tudott rendesen dolgozni, azt rendszerint összeverték. Ismét találkozott Gedeonnal, akinek egy volt iskolatársa – ottani tizedes – megígérte, hogy segít neki megszökni, s Gedeon Gáborit is magával kívánta vinni, így este együtt másztak át a farakásokon, s nyerték vissza szabadságukat.

### Az ellenállási mozgalomban
Szabadulása után felkereste Justust, akinek jóvoltából megismerkedett egy Tóni fedőnevű ellenállóval, akinek köszönhetően bekapcsolódott az ellenállási mozgalomba. Másnap érte ment, és elvitte az Elemér utca 51. alá, ahol összeismerkedett egy másik ellenállóval, aki a Nemzeti Színházban maszkírozott, és eltüntette Gábori szeplőit, haját is feketére festette. Időközben hamis iratokat szereztek neki, innen kapta a Gábori nevet. Gáboriék – bár szociáldemokraták voltak – együttműködtek a kommunistákkal, központjuk a Nagymező utcában volt. Összekötőként működött csoportjuk és a budaörsi sejt között, s közösen vettek részt a Rákos vasútállomáson lévő, lőszerrel megrakott szerelvények felrobbantásában.
Nem sokkal ezután megismerkedett az újpesti munkáscsoport vezetőjével, és elhatározták, hogy felrobbantanak több lőszerrel megrakott német uszályt. Néhány nap múlva Újpesten találkozott az akció résztvevőivel, később egy csónakházba mentek, ahol egy motorcsónakhoz erősítették a robbanószerkezetet, és egy ágakkal eltakart helyre vitték. „Gyújtsd meg a zsinórt! – kiáltott Szabó bácsi (Sóskuti Endre), hogy túlharsogja a motor zaját. Reszkető kézzel meggyújtottam. A motorcsónak hirtelen nekiiramodott, gyorsan siklott a szinte tükörsima vízen. […] nem soká kellett várnunk: egy […] robbanás következett, az óriási dördülés megrázta a platánokat és minden egyéb hangot túlharsogott. Az uszályok felrobbantak – vagy legalább az egyik közülük.”

### A lebukás, a Gestapo börtönei
1944. október 16-án, miután az előző nap Horthy kiugrási kísérlete elbukott, a nyilasok vették át a hatalmat. Gábori elhatározta, hogy felkeresi ismerőseit. A Nagymező utcába ment, ám amikor belépett, két férfi berántotta a boltba, és agyba-főbe verték. Kommunistának gondolták, majd az egyik fejéhez szegezett egy revolvert, a másik pedig betuszkolta egy autóba. A Rabbiszeminárium épületébe vitték, ahol egy foglyokkal már összezsúfolt terembe került. Hamarosan szólították, és egy drótkeretes szemüveget viselő, rideg vallatótiszthez került:

„– Mi a neve? 

– Grosz György – feleltem. […]

– Tagja a Nagymező utcai kommunista sejtnek?

– Nem – feleltem keményen a szemébe nézve. Erre otthagyott és kiment a szobából. Még be sem csukódott mögötte az ajtó, mikor valaki kirántotta alólam a széket. Felnyögtem, amint az egyik detektív keményen az oldalamba rúgott. Vedd le a cipődet és a zoknid! – ordította. Az egyik detektív lefogott, két másik elkezdte gumibotokkal megdolgozni a lábamat.” Ezután többször is megverték, majd visszavitték a terembe, ahonnan kihozták. Később egy német tiszt elé került, ám mivel most sem vallott, egy székhez szíjazták és villanyozták, ám a fájdalomtól elájult. Ez többször megismétlődött, mivel továbbra sem akart vallani, sőt a feszültséget még növelték is, ezután több napig eszméletlenül feküdt. Egy hétig orvos etette és kezelte, majd betuszkolták egy autóba és a kis Majestic szállóba vitték: most már a Gestapo foglya volt.
A Gestapo pincebörtönében régi ismerősét köszönthette: Németh Hugót, aki a fegyelmi bizottság elnökeként kizárta a szakszervezetből. A zárkában volt még Pesthy István (1906–1972) a Pesti Posta című élclap szerkesztője. Pesthy fogságát egy Szálasiról közölt szatirikus írásnak köszönhette. "Ezeknek az örményeknek nincs humoruk!" – mondogatta. A cellában volt még egy zsidó gyáros, akit visszaemlékezéseiben csak „Jenő bácsinak” említ, akivel később együtt raboskodott. Pár nap múlva Gáborit szólították, egy kínzókamrába vitték, ahol felolvasták korábbi vallomását. Időt adtak neki, majd másnap, miután Pesthyt a felismerhetetlenségig megkínozták, őt szólították: a már-már megszokott verés, gumibotozás után rákiáltottak: „Vallj be mindent, vagy nyomban agyonlövünk!”. „Kész vagyok meghalni” – mondta, majd átvezették egy másik szobába, ahol már három ember állt a fallal szemben, megkötözve. Gáborit melléjük állították, majd a tiszt jelt adott, és a mellette lévő embert főbe lőtték. Ezután nekik estek puskatussal. Ezt követően többször is megverték, majd a rabokat felhajtották a hallba. Kinn egy teherautóra kellett volna felmásznia, de leesett, beverte a fejét a kövezetbe és eszméletét vesztette. Amikor feleszmélt, már egy marhavagonban találta magát Jenő bácsival.

### Dachau és Türkheim
1944 decemberében Bécsbe kerültek, s két napon át nem indultak tovább, majd többnapi út után megérkeztek Dachauba. Kopaszra borotválták, majd miután a felszólításnak eleget téve levetkőztek, egy fehér csempés zuhanyzóba terelték őket. Rájuk zárták az ajtót, mire általános hisztéria lett úrrá, sokan elájultak, mások imádkoztak Jézushoz, Jehovához, Szűz Máriához. Ekkor azonban a zuhanyrózsákból gyilkos gáz helyett meleg víz kezdett áradni. Ezután elosztották a deportáltakat, Gábori és Jenő bácsi a huszonhármas barakkba került, itt találkozott Dálnoki Miklós Lajossal, Dálnoki Miklós Béla unokaöccsével, akivel később Recsken is együtt raboskodott. A barakkparancsnok elérte, hogy Gábori egy Augsburg melletti repülőgépgyárban kapjon munkát. Teherautón hagyta el a koncentrációs tábort, a Messerschmidt-gyár egyik üzemébe került. Később innen elszállították a burgaui munkatáborba. Munkára a gyár egy másik üzemébe került, ahol repülők farokrészeit szerelték össze. Egy napon a tábor összes zsidóját teherautóra ültették és a türkheimi táborba vitték, több tífuszos rab közé. A szövetséges erők azonban egyre közeledtek, már a tábortól nem messze lévő Ulm városában voltak, és – attól tartva, hogy a németek menekülésük előtt meggyilkolják az összes foglyot – elhatározta: adandó alkalommal megszökik. Másnap névsorolvasás nélkül hajtották ki a rabokat, majd amikor elsötétültek a fények, az immáron árammal nem telített szögesdrótokon két társával átmászott. Néhány nap múlva az autópályán megjelentek az amerikaiak. Egy Bennett nevezetű tiszt szállásolta el őket Bad Worishofenben, majd együtt mentek vissza a türkheimi táborba, később pedig Gábori segédkezett a kijelölt orvosnak. Hamarosan megkapta azt a hivatalos iratot, amely igazolta, hogy koncentrációs táborba deportálták, ez egyben ingyenes hazautazásra is feljogosította, így egy Csehszlovákiába tartó vonaton Münchenből indult hazafelé. Pozsonyba került, majd Budapestre vonatozott.

### Ismét a szociáldemokrata mozgalomban
Budapestre érkezését követően a szociáldemokrata pártközpontba ment, ahol találkozott Egri Györggyel, Sóskuti Endrével, Justussal, akik megkérték, dolgozzon a párt ifjúsági szervezetében, a SZIM-ben. Másnap Putnokra utazott, találkozott testvérével, Endrével. Egy hetet töltött szülővárosában, majd visszament Budapestre, mivel megtették a budapesti ifjúsági mozgalom nagybudapesti titkárává (1945 augusztusa), jó barátja, Egri György lett a felettese. Egy előadása után ismerte meg későbbi feleségét, Gábori Zsuzsát, akitől egy lánya született. Mint a szociáldemokrata párt aktivistája, többször tartott előadást, ám az erőviszonyok változását nem vette figyelembe, így egy beszéde után, amikor a Szovjetunió diktatúrájával foglalkozott, a hallgatóság már nyílt ellenszenvvel viseltetett iránta. Másnap, a pártfőtitkár, Szakasits Árpád magához rendelte, és Justus, illetve Bán Antal jelenlétében megrótta szókimondása és vakmerősége miatt. „Mindazonáltal – mondta Szakasits, figyelmen kívül hagyva kérdéseimet –, ki kell hogy zárjuk a pártból.” Ez azonban maga után vonta volna az internálást, így Bán megmentette, de megígértette Gáborival: tartózkodik az éles bírálatoktól.
1948. június 12-én a két munkáspárt (MKP és MSZDP) egyesült, létrehozva a Magyar Dolgozók Pártját. Gábori elvesztette állását, majd nagy nehezen elhelyezkedett az Állami Borkiviteli Vállalatnál. Az erősödő diktatúra nyomán egyre elviselhetetlenebbé vált az élet, így társaival elhatározta, hogy távoznak az országból. Szülővárosa, Putnok földrajzi elhelyezkedése is kedvező volt ebben, ugyanis pár kilométerre feküdt a csehszlovák határtól. A terv szerint két barátját Gábori testvére, Endre viszi el a határig és otthagyja őket, azok pedig átmennek a határon és kisegítik a többieket. Azonban a határon átjutni nem tudtak, rendőrkézre kerültek. Hamarosan Gáborit detektívek kezdték követni, és arról is értesült, hogy sorra tartóztatták le az egykori szociáldemokrata párt vezéreit: Szakasitsot, Kéthlyt, sőt, egyetemi tanárokat, az igazságügy-minisztert (Ries István) és Faludy Györgyöt is. 1950. június másodikán hajnali kettőkor dörömböltek lakása ajtaján, s miután a detektíveket a Gestapo embereihez hasonlította, leütötték, és egy irodaszobában ébredt, az Andrássy út 60-ban.

### Az Andrássy út 60-ban
Az Andrássy út 60-ban elétettek egy már elkészített vallomást, amelyet csak alá kellett volna írnia, ám mivel kémkedéssel vádolták, ennek nem tett eleget, így kijelölt cellájába vitték, később szólították, megverték, majd ismételten felszólították: „Írja alá most rögtön!”. Néhány hét múlva Péter Gábor elé vezették. „A tisztjeim panaszkodnak magára, ha nem tudná. Nekem is panaszom van rájuk, uram – feleltem”. Alighogy belekezdett „panaszába”, egy tiszt jött be a szobába, egy másik régi ismerőse, Németh Hugó (1915–1985), főhadnagyi rangban. Gábori néhány másodpercig habozott, majd felugrott: „Nahát Németh … maga aztán magasra vitte a mi népi demokráciánkban, ahhoz képest, hogy amikor utoljára láttam, a Gestapo besúgója volt. Tulajdonképpen nem kellene, hogy meglepjen, amiért itt találkoztunk, mert van itt két másik patkány is…”. Németh addig verte, amíg eszméletét nem vesztette. Egy cellában ébredt, és hamarosan bejött vallatótisztje egy köteg papírral és tollal, majd felszólította: írja meg részletesen, hogyan találkozott Németh alezredessel. Két hétig írt, azonban amikor Péter elé került, irományára már nem volt szükség. Ezután visszavitték első cellájába, majd szólították és elétettek egy vallomást, amely többek között következőket tartalmazta:
- A Népköztársaság megdöntésére irányuló összeesküvésben vett részt.
- Csokoládétáblába rejtett kémjelentést adott át Justus Pálnak.

Mivel a kémkedést semmilyen körülmények között nem vállalta, továbbra sem volt hajlandó aláírni a vallomást, így a már-már megszokott gumibotozást követően gúzsba kötötték és tovább kínozták. Visszavitték a cellájába, majd ismét szólították, de aláírását most sem tudták kicsikarni, így egy másik szobába vonszolták, ahol egy székhez szíjazták és villanyozták. Ezek után még két hétig kínozták, majd ismét elé tették vallomását, immáron egy enyhébb változatot, amelyet szó nélkül aláírt. Ezt követően három hétig nem nyúltak hozzá, majd internálták.

### Kistarcsa és Recsk
Faludy Györggyel és Egri Györggyel Kistarcsára vitték, ahol egy zárkába került ismerőseivel. Az időt Faludy börtönben írt verseinek memorizálásával töltötték, Gáborira jutott többek közt a Zsuzsának a tömlöcből című. Amikor elfáradtak az agytornában, Faludy mesélte el kalandjait Észak-Afrikában, Franciaországban, és beszélt az amerikai hadseregben töltött időszakáról is. Tíz nap múltán Recskre vitték őket, ahol Dálnoki Miklós Lajos mellett Sóskuti Endrét is viszontlátta. Recsken hatfős brigádokra osztották a rabokat, Gábori munkacsoportjába a szociáldemokrata Garamvölgyi János, Egri György, Faludy, Földváry-Boér Elemér és egy Kovács János nevezetű paraszt került. Megpróbálták beszervezni besúgónak, sikertelenül. Egy napon rabtársa, Benkő Zoltán egy újságpapírt szerzett, amely többek közt arról tájékoztatott, hogy az ENSZ megtárgyalja a szovjet megszállás alatt álló országok ügyét, illetve Rákosi beszédének részletét is közölték, amelyből a szovjetek és az észak-koreaiak vereségeire lehetett következtetni a koreai háborúban. A híreket elterjesztették, mire a táborparancsnok sorakozót rendelt, ahol kiválasztották a büntetőbrigádba beosztandókat: „Pálffy, Dálnoki, Gábori, Benkő” stb. December 23-án a tábor „legveszélyesebb” rabjai 2 hét szigorítottat kaptak: „Benkő, Rácz, Nyeste, Gábori, Pálffy, Dálnoki, Jónás, Faludy...”. Miután kiengedték, a fagyott földet kellett feltörnie, hogy a követ ki lehessen termelni. A munkát egy idő után nem bírta, így megkérte Földváry-Boér Elemért, üssön a kezére egy kalapáccsal, így a gyengélkedőn tölthet néhány napot. Az orvos, Hoyos gróf három napra kiírta a munkából. Később Dálnoki cinikus megjegyzése miatt Gábori is szigorítottat kapott, és csak május elsején engedték ki. 1952 tavaszán ismét szigorítottba került, ahol megismerkedett Dudás Józseffel. Amikor Gáborit kiengedték, a büntetőszázadot már megszüntették, visszatérhetett eredeti barakkjába. Mivel leterítette a bányamestert, nemsokára ismét szigorítottba került, ahonnan 1953 márciusában kiengedték, azonban még ebben a hónapban az újonnan létrejövő büntetőbrigádba osztották be: társaival együtt futballpályát kellett építenie. Értesült Sztálin haláláról, és nem mulasztotta el, hogy arcon vágjon egy ávóst, így újra szigorítottba került. Sztálin halálát (1953. március 5.) követően azonban az enyhülés a táborban is érzékelhető volt, ismét megszűnt a büntetőbrigád. Júliusban Nagy Imre lett a miniszterelnök, és a változások egyik első jeleként vizsgálóbizottság érkezett a táborba, amely megállapította, hogy az emberek egytől-egyig koholt vádak alapján kerültek ide. Augusztusra már jelentősen csökkent a tábor létszáma, 1953. szeptember 3-án pedig Gábori is kiszabadult, Rácz B. Istvánnal egyetemben. A recski vasútállomáson felhívta fivérét, majd felszállt a Hatvan felé tartó vonatra.

### A szabadulástól 1956-ig
Egyórás utazást követően megérkezett, találkozott testvérével, majd ismét vonatra ült és hazament Bokréta utcai lakásába. Időközben felesége családja beköltözött a lakásba, ám házastársának sógora egy politikai tiszt volt, így Gábori kirakta őket lakásából. Másnap a IX. kerületi tanácsnál megkapta a személyazonosságát igazoló okiratot, amelyen azonban feltüntették, hogy „államellenes bűncselekmény miatt internálva volt”, foglalkozása pedig „kőbányász”. Ilyen múlttal nemigen talált munkát, sorra utasították vissza minden munkahelyen. Ekkoriban találkozott egy régebbi barátjával, Frank Lászlóval, aki munkát ajánlott neki: főpénztáros lett az állami baromfi-kereskedelmi vállalatnál. 1955 elején elbocsátották munkahelyéről, ezután egy másik ismerőse, Biró Rózsi adott neki munkát, gyakorlatilag visszatért a családi hagyományokhoz: borbeszerző lett. „Gyöngyösről felhívtam telefonon a gépgyárat, kértem, hogy küldjenek valakit, aki átveszi az általam vásárolt bort. A vállalati ellenőr érkezése előtt jó adag alkoholt öntöttem a hordókba, amelyekben a vásárolt bor volt. Ennek nyomán mikor az ellenőr megmérte a borok alkoholtartalmát, az átvételi ár csillagászati magasságba emelkedett. Miután elszállították az első vásárolt tételt, a helyi bortermelők izgatottan nyüzsögtek körülöttem. Mire mindegyikkel megalkudtunk, beleértve a későbbi tételeket is, körülbelül húszezer forint jutalékot gyűjtöttem be. A gépgyár dolgozói ettől fogva kizárólag Gyöngyös környéki borokat ittak”. Hamarosan azonban innen is elbocsátották.

### Az 1956-os forradalom
1956 tavaszán több volt recski fogollyal együtt rendszeresen látogatta a Petőfi Kör üléseit. Október 21-én egykori rabtársa, Benkő Zoltán hívta fel, hogy siessen a Kossuth-klubba, „ahol már számos recski fogoly együtt tanácskozik a diákokkal”. Elhatározták, hogy csatlakoznak az október 23-i tüntetéshez. Gábori maga is vett egy köteg röpcédulát, és még aznap éjszaka, hazafelé menet kiragasztotta őket. Hajnalban ért haza, és délig aludt, mikor is csöngött a telefon – Justus Pál hívta, akinek beszámolt a helyzetről, ismertette a diákok 16 pontját, ám Justus nemtetszésének adott hangot, hogy részt vesz ebben, és hogy „szakít a szocializmussal”. Gábori számára a szocializmus egyet jelentett azzal a rendszerrel, amely megkínozta őt, s többé már nem tekintette magát Justus tanítványának. Óvatosan letette a telefonkagylót, s bár Justus elképzeléseit a marxizmusról többé nem vallotta magának, a tisztelet iránta megmaradt, s még 1988-ban is „Európa egyik legjobb politikai közgazdászának” nevezte.

1956. október 23-án Benkővel a BME épülete előtt találkozott, majd a Petőfi térre mentek, ahol meghallgatták Sinkovits Imrét, aki a Nemzeti dalt szavalta el. Ezután a Bem térre vonultak tovább, délután öt órakor érkeztek ide, ezt követően pedig Gábori a tömeggel együtt a Kossuth térre ment. Nagy Imre beszéde után Földváry–Boér Elemérrel találkoztak, aki tájékoztatta őket a Rádió ostromáról. Teherautón a Bródy Sándor utca sarkára vitték, egy katona fegyvert és töltényt is adott neki, ám Gábori nem harcolt: 
A lényem egyik fele azt mondta, hogy egész életemben erőszakkal találkoztam, itt az ideje, hogy szakítsak vele, örökre. A másik fele azt felelte, hogy a harc jó ügyért folyik – nem ez a megfelelő pillanat, amikor a harcot lelkiismereti okokból megtagadhatom.
Ekképpen tépelődött, amikor elért a Dózsa György útra, ahol végignézte a Sztálin-szobor ledöntését, ám a tömeg dühe láttán undor fogta el – hazament. Három napon át otthonában volt, figyelte a híreket, mígnem október 27-én két fegyveres állított be lakásába: „Dudás József csoportjába tartozunk” – mondták. Megkérték, legyen Dudás politikai tanácsadója, amelyet el is vállalt. Feladata az volt, hogy minden hírt elolvasson, és általános képet alakítson ki a helyzetről, mindezekről pedig tájékoztassa Dudást. A forradalom győzelme után a Parlamentben tárgyalt Nagy Imrével, Maléter Pállal, ám Maléter Gábori álláspontját, miszerint csak az oroszok kivonulása után tegyék le a fegyvert, elutasította. Ezután a Független Magyarország lap szerkesztésében vett részt, a november 4-én meginduló általános szovjet támadás miatt viszont bujkálni kényszerült. Találkozott Dudással is, akit megkért hogy menjen vele Ausztriába, hiába. November 27-én az orosz titkosrendőrség felforgatta lakását. „Sikerült egy teherautót szereznünk és éppen indulni akartunk, amikor futva jött a szőke fiú, Dudás küldönce és egy papírdarabot nyomott a kezembe. Így szólt: Isten veled, sok szerencsét kívánok mindannyiotoknak. Bocsássatok meg nekem, de itt kell maradnom, hogy harcoljak azért, amiben életem utolsó pillanatáig hinni fogok”. Gábori feleségével és gyermekével hagyta el az országot 1956 őszén. Dudás Józsefet 1957 januárjában letartóztatták, bíróság elé állították és január 19-én kivégezték.

### Az emigrációban
Bécsbe mentek, és a francia szocialista párt felajánlott nekik egy lakást Franciaországban. Ezt követően a CIA Egri György mellett felkérte, tartson előadásokat Magyarországról. Előadásait vastaps követte, azonban a hallgatóság rendszerint értetlenkedve állt a rideg tények előtt, így Gábori egy idő után nem szívesen folytatta az előadásokat. Tuniszi útjuk során – ahol Habib Burgibával, a Tunéziai Köztársaság első elnökével is találkoztak – felajánlotta Egrinek, költözzenek Kanadába. Párizsba utaztak, ahol a CIA felkérte, legyen segítségükre, ám ezt elutasította.

1957 áprilisában érkeztek meg Montréalba, ahol Gábori kezdetben mint kőműves dolgozott, majd egy edénymosogató üzemben talált munkát, később szabó lett: megtakarított pénzéből vett egy kötőgépet, amelyen feleségével napi 14 órában ruhát kötött. Vállalkozását továbbfejlesztette, és kötőüzemében három munkást alkalmazott. A munkásokkal folytatott egyik beszélgetés után döntött úgy, hogy nem akar sem kizsákmányoló, sem kizsákmányolt lenni, ezért családjával Torontóba költözött, ahol taxisofőr lett, majd egy taxivállalatot üzemeltetett.
A boldogság – írom magyarországi barátaimnak – abból áll, hogy az ember taxisofőr Torontóban. Aztán amikor már tizenöt éven át taxizott naponta tizenkét órát, hetenként hat napot, akkor valamicskével még boldogabbá válik, mert már övé a taxi, amit vezet.
 Gábori György 1997 decemberében halt meg Torontóban.
Publikált az Új Látóhatárban. A Politikai Üldözöttek Világszövetségének egyik alapítója volt.
Önéletrajzát (When evils were most free) először 1981-ben Ottawában adták ki, Halász Zoltán fordításában 1991-ben jelent meg Magyarországon, Amikor elszabadult a gonosz címmel.

## Műve
- Amikor elszabadult a gonosz (When evils were most free), ford. Halász Zoltán, Budapest: Magyar Világ Kiadó [1981] (1991). ISBN 9637815341